# Physikalisch-Medizinische Gesellschaft
Die Physikalisch-Medizinische Gesellschaft in Würzburg, auch „Würzburger Physico-Medica“ genannt, ist eine 1849 gegründete deutsche medizinisch-naturwissenschaftliche Gesellschaft.

## Geschichte
Die wesentlichen Initiatoren der Gesellschaft waren der Anatom Albert Kölliker, der Pathologe Rudolf Virchow, der Pharmakologe und Wissenschaftsorganisator Franz von Rinecker und der Klinische Chemiker Johann Joseph Scherer. Am 2. Dezember 1849 wurde die Gesellschaft gegründet. Gründungsmitglieder waren 24 Angehörige der Universität, darunter 20 Professoren. Bei der konstituierenden Sitzung am 8. Dezember 1849 kamen drei neue Mitglieder hinzu. Bei dieser Sitzung wurde ein fünfköpfiger Ausschuss gewählt, bestehend aus Albert Kölliker (Präsident), Franz Kiwisch (Vizepräsident), Rudolf Virchow (1. Sekretär), August Schenk (2. Sekretär) und Franz von Rinecker (Quästor, d. h. Schatzmeister). Die Redaktionskommission wurde mit Kölliker, Scherer und Virchow besetzt.
Die Gesellschaft setzte die Tradition der „Zoologisch-Physiologischen Gesellschaft“ fort, die der Mediziner Ignaz Döllinger von 1803 bis 1823 geleitet hatte. Sie wollte Gemeinsamkeiten zwischen Medizin und Naturwissenschaften aufzeigen und deren Fächer fördern. Sie motivierte praktizierende Ärzte, wissenschaftlich zu arbeiten, und ermöglichte Studenten, während des Studiums an der Forschung teilzuhaben. 
Im Jahr 1853 wurde die Würzburger Philosophisch-Medizinische Gesellschaft, die der Gerichtsmediziner Johann Baptist Friedreich 1827 gegründet hatte, in die Physikalisch-Medizinische Gesellschaft eingegliedert.
Seit 1929 vergibt die Physikalisch-Medizinische Gesellschaft mit der Adolf-Fick-Stiftung alle fünf Jahre den Adolf-Fick-Preis.
Im Rahmen der Sitzung am 26. Juni 2003 fand ein „Würzburger Streitgespräch“ zum Thema „Warum die Bäume nicht in den Himmel wachsen“ statt, das als Videostream live im Internet gesendet wurde.